# العلاقات البحرينية الليتوانية
العلاقات البحرينية الليتوانية هي العلاقات الثنائية التي تجمع بين البحرين وليتوانيا.

## مقارنة بين البلدين
هذه مقارنة عامة ومرجعية للدولتين:
| وجه المقارنة                                              | البحرين       | ليتوانيا                                                    |
| --------------------------------------------------------- | ------------- | ----------------------------------------------------------- |
| المساحة (كم2)                                             | 765           | 65.30 ألف                                                   |
| عدد السكان (نسمة)                                         | 1.49 مليون    | 2.79 مليون                                                  |
| الكثافة السكانية (ن./كم²)                                 | 194.77 ألف    | 42.73                                                       |
| العاصمة                                                   | المنامة       | فيلنيوس، كاوناس                                             |
| اللغة الرسمية                                             | اللغة العربية | اللغة الليتوانية                                            |
| العملة                                                    | دينار بحريني  | ليتاس ليتواني، يورو                                         |
| الناتج المحلي الإجمالي (بليون دولار)                      | 35.31 مليار   | 47.17 مليار                                                 |
| الناتج المحلي الإجمالي (تعادل القوة الشرائية) بليون دولار | 64.16 مليار   | 84.06 مليار                                                 |
| الناتج المحلي الإجمالي الاسمي للفرد دولار أمريكي          | 22.60 ألف     | 14.15 ألف                                                   |
| الناتج المحلي الإجمالي للفرد دولار أمريكي                 | 45.50 ألف     | 27.69 ألف                                                   |
| مؤشر التنمية البشرية                                      | 0.824         | 0.839                                                       |
| رمز المكالمات الدولي                                      | +973          | +370                                                        |
| رمز الإنترنت                                              | .bh           | .lt                                                         |
| المنطقة الزمنية                                           | ت ع م+03:00   | ت ع م+02:00، ت ع م+03:00، أوروبا/فيلنيوس ‏، توقيت شرق أوروبا |

## منظمات دولية مشتركة
يشترك البلدان في عضوية مجموعة من المنظمات الدولية، منها:
| علم المنظمة | اسم المنظمة                               | تاريخ انضمام البحرين | تاريخ انضمام ليتوانيا |
| ----------- | ----------------------------------------- | -------------------- | --------------------- |
|             | يونسكو                                    | 18 يناير 1972        | 7 أكتوبر 1991         |
|             | وكالة ضمان الاستثمار متعدد الأطراف        | 12 أبريل 1988        | 8 يونيو 1993          |
|             | الأمم المتحدة                             | 21 سبتمبر 1971       | 17 سبتمبر 1991        |
|             | الاتحاد البريدي العالمي                   | ?                    | ?                     |
|             | البنك الدولي للإنشاء والتعمير             | 15 سبتمبر 1972       | 6 يوليو 1992          |
|             | الاتحاد الدولي للاتصالات                  | 1975                 | 1 يوليو 1923          |
|             | منظمة حظر الأسلحة الكيميائية              | ?                    | ?                     |
|             | مؤسسة التمويل الدولية                     | 22 سبتمبر 1995       | 15 يناير 1993         |
|             | المركز الدولي لتسوية المنازعات الاستشارية | 15 مارس 1996         | 5 أغسطس 1992          |
|             | منظمة التجارة العالمية                    | ?                    | ?                     |
|             | منظمة الشرطة الجنائية الدولية             | ?                    | ?                     |

## وصلات خارجية
- موقع وزارة الخارجية البحرينية
- موقع وزارة الخارجية الليتوانية